# 琉球建築

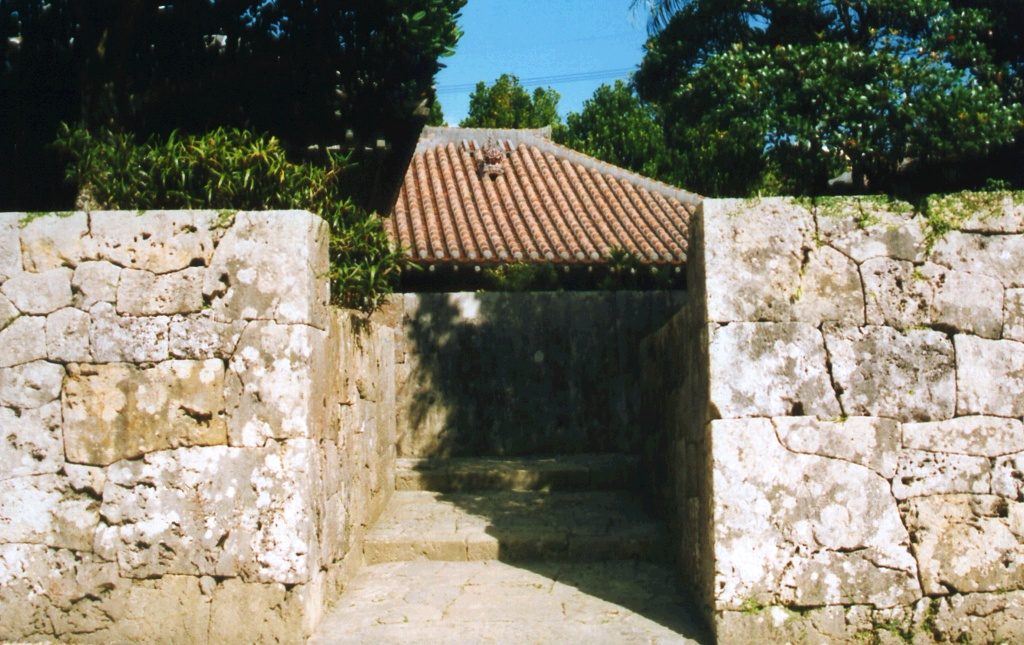
中村家住宅

琉球建築（りゅうきゅうけんちく）は、沖縄県の伝統的建築である。かつて琉球国に属していた鹿児島県奄美群島でも一部見られる。

## 概要
沖縄の伝統的建築は、主に琉球国時代に現在の様式に発展した。建造物の多くは建築様式や素材・技術などで他地域の建築（主に日本建築・中国建築）との類似点が多く見られるが、風土・社会・資源等の面で異なる為に独自の発展が見られる。住宅の他、首里城の建物、沖縄の神社に琉球建築の特徴が多く見られる。

## 住宅
先史時代には岩陰・洞穴に住んでいたと考えられ、竪穴建物や丸太を低く組んで草を葺いた「草屋」もあったと推察されている。
その後、柱を地中に埋めた掘立柱形式の「穴屋（アナヤー）」を経て、礎石に柱を載せて柱間を貫で繋ぐ「貫木屋（ヌチジヤー）」へと、その構造が変化した。

木造民家の多くでは、頻繁に襲来する台風に備えて敷地周囲に石積みの塀を巡らせた上に屋敷林を植え、軒先が強風で煽られない様に軒を低く構えて屋根が強風で飛ばされない様に屋根瓦を漆喰で固定し、瓦の飛散防止と屋根・建物の重量を増すことで強風に耐える造りになっている。また、夏場の日射を遮るように軒を深く出した「雨端（アマハジ）」と呼ばれる軒下空間が設けられている事が多い。
第二次世界大戦後の混乱期に米軍軍政下において応急的な木造規格住宅（規格家）が多く造られ、その後の復興期にシロアリと台風に強いコンクリートブロック造・鉄筋コンクリート構造が一般化していった。